# Michelle Brogan
Michelle Kathleen Brogan (nacida el 8 de febrero de 1973 en Adelaida, Australia) es una exjugadora de baloncesto australiana. Consiguió 4 medallas en competiciones internacionales con Australia, entre mundiales y Juegos Olímpicos.